# Барыбин, Пётр Николаевич
Пётр Николаевич Барыбин (1923—1957) — помощник командира взвода 4-го гвардейского воздушно-десантного стрелкового полка (2-я гвардейская воздушно-десантная дивизия, 38-я армия, 4-й Украинский фронт), гвардии старшина.

## Биография
Пётр Николаевич Барыбин родился в городе Тайга Томской губернии (в настоящее время Кемеровская область) в рабочей семье. Получил неполное среднее образование. В 1936 году уехал в Свердловск, работал слесарем на хладокомбинате.
В январе 1942 года Октябрьским райвоенкоматом Свердловска был призван в ряды Красной армии.
Во время Курского сражения на Центральном фронте в период с 8 по 25 июля 1943 года — командир отделения миномётной роты гвардии сержант Барыбин огнём своего миномёта уничтожил около 100 солдат противника. Приказом по 2-й гвардейской дивизии ВДВ от 15 августа 1943 года он был награждён медалью «За отвагу».
12 февраля 1944 года возле деревни Восовка Киевской области отделение гвардии сержанта Барыбина огнём миномёта отбило атаку противника, нанеся ему большой ущерб. Приказом по 4-му гвардейскому полку ВДВ от 29 февраля 1944 года он был награждён второй медалью «За отвагу».
При освобождении города Проскуров (в настоящее время Ивано-Франковск) 21—25 марта 1944 года, когда 2 станковых пулемёта преградили роте наступление, гвардии старший сержант Барыбин с расчётом миномёта, выдвинувшись на дистанцию 300 метров, забросал минами пулемёты и уничтожил их вместе с расчётами. В уличных боях в городе было обнаружено скопление солдат противника на местном кладбище, где они собирались для нанесения контрудара. Барыбин огнём миномёта рассеял их, нанеся противнику большие потери. Приказом по 2-й гвардейской дивизии ВДВ от 15 апреля 1944 он был награждён орденом Славы 3-й степени.
11 августа 1944 года в Станиславской области Украины (в настоящее время Хмельницкая область) в бою за высоту 1005,0 гвардии старший сержант Барыбин отразил 3 сильных контратаки противника. Когда закончились дополнительные заряды к миномётам, продолжал весть огонь на дистанции до 150 метров. Когда закончились мины, отправил миномёт в тыл, а сам с оставшимися номерами продолжал вести бой из личного оружия, пока противник не прекратил атаки. После этого вернулся в расположение своей миномётной роты. В бою им было уничтожено около 30 солдат противника. Приказом по 4-му Украинскому фронту от 10 октября 1944 года он был награждён орденом Славы 4-й степени.
В бою при освобождении Польши гвардии старшина Барыбин в боях за города Зорау (ныне Жоры), Бельско-Бяла, Лослау (ныне Водзислав-Слёнский) вместе с бойцами в период с 12 февраля по 20 марта 1945 года минометным огнём вывел из строя 2 вражеских танка и уничтожил более 15 солдат противника. Указом Президиума Верховного Совета СССР от 15 мая 1946 года он был награждён орденом Славы 1-й степени.
3 мая 1945 года на подступах к городу Фридек-Мистек в Чехии гвардии старшина Барыбин с расчётом выдвинулся в боевые порядки пехоты и метким огнём миномёта подавил 3 пулемётные точки и уничтожил 30 солдат и офицеров противника. Приказом по 2-й гвардейской дивизии ВДВ от 16 мая 1945 года он был награждён орденом Красной Звезды.
Демобилизовался гвардии старшина Барыбин в 1945 году. Жил в Днепропетровске, работал во вневедомственной охране на мясокомбинате, потом шофёром в «Укрэлектромонтаже».